# PowerDesigner
SAP PowerDesigner (PowerDesigner) — засіб для спільного корпоративного моделювання, розроблений Sybase, що наразі належить SAP AG. PowerDesigner запускається під Microsoft Windows як рідний застосунок, а під Eclipse за допомогою плаґіну. PowerDesigner підтримує проектування програмного забезпечення за допомогою архітектури, керованої моделлю. PowerDesigner зберігає моделі у файлах із різними розширеннями, такими як .bpm, .cdm і .pdm. Внутрішньою структурою файлів може бути XML або стиснений двійковий формат. PowerDesigner також може зберігати моделі у репозиторії бази даних.
Станом на 2002 рік ринкова доля PowerDesigner серед засобів моделювання даних сягала 39%. Ціна PowerDesigner коливається від $3000 до $7500 на місце розробника.

## Особливості
До PowerDesigner включено підтримку:
- Моделювання бізнес-процесів (ProcessAnalyst) з підтримкою BPMN
- Генерація коду мовами Java, C#, VB.NET, Hibernate, EJB3, NHibernate, JSF, WinForm (.NET і .NET CF), PowerBuilder та іншими)
- Моделювання даних (працює з більшістю основних РСКБД)
- Моделювання сховищ даних (WarehouseArchitect)
- Плаґін для Eclipse
- Об'єктне моделювання (діаграми UML 2.0)
- Генерація звітів
- Підтримує Simul8[en] для додавання симуляційних функцій до модулю BPM з метою розширити проектування бізнес-процесів.
- Репозиторій
- Аналіз вимог
- XML-моделювання з підтримкою стандартів XML Schema та DTD
- Додатки для Visual Studio версій 2005 і 2008 років

## Історія
PowerDesigner почалася як AMC*Designor у Франції та S-Designor у решті країн світу, і була створена Сяо-Юн Вонгом з SDP_Technologies. «or» у назві продукту є посиланням до «Oracle», оскільки спочатку продукт було розроблено для проектування баз даних Oracle, але дуже швидко еволюціонувала для підтримки всіх основних РСКБД на ринку. SDP Technologies була французькою компанією, заснованою 1983 року. Powersoft придбала SDP у 1995 році, а Sybase придбала Powersoft раніше, у 1994 році. Незабаром після придбання продукт було перейменовано для більшої відповідності марці Powersoft. Наразі Sybase володіє всіма правами на PowerDesigner і PowerAMC (французька версія PowerDesigner). У травні 2010 року SAP AG анонсувала придбання Sybase за $5,8 млрд.

### Історія версій
- 1989 — Перший комерційний випуск AMC*Designor (версія 2.0) у Франції
- 1992 — Перший комерційний випуск S-Designor у США.
- 1994 — Включення ProcessAnalyst до пакету
- 1995 — S-Designor стає PowerDesigner, а AMC*Designor стає PowerAMC
- 1997 — Випущено PowerDesigner 6.0
- 1998 — Додано WarehouseArchitect
- 1999 —  PowerDesigner 7.0 переписано з метою отримання переваг нових технологій і надання інтерфейсу, що більше відповідає решті продуктів Sybase
- Грудень 2001 — Випущено PowerDesigner 9.5 з підтримкою до 2003 року включно
- Грудень 2004 — Версія 10.0 (випуск Minerva)
- 2005 — Версія 11.0
- Січень 2006 — Випущено PowerDesigner 12.0 з відображенням метаданих і можливостями звітування
- Серпень 2006 — Випущено PowerDesigner 12.1 з розширеною підтримкою Microsoft Visual Studio та SQL Server
- Липень 2007 — Випущено PowerDesigner 12.5 з новими методиками моделювання ETL, EII[en] та повною підтримкою діаграм UML 2.0
- Жовтень 2008 — Випущено PowerDesigner 15.0 з новими моделями архітектури підприємства, підтримкою налаштовуваних фреймворків (Zachman Framework[en], FEAF[en] та ін.), діаграми аналізу впливу та ієрархії, логічними моделями даних, нотацією Баркера[en], підтримкою проектів і багатьма іншими нововведеннями
- Листопад 2011 — Випущено PowerDesigner 16.0 з новою оболонкою, ГІКом, заснованим на ролях, глосарієм, аналізом впливу на репозиторії, майстром еталонної архітектури[en] Sybase IQ[ru], підтримкою нових баз даних і поліпшеннями вебпорталу
- Січень 2013 — Випущено PowerDesigner 16.5 з новими можливостями підтримки платформи SAP[en]: SAP HANA[ru], бізнес-об'єкти SAP[en], SAP NetWeaver[en] і менеджер рішень SAP[en]

## Стандарти
PowerDesigner підтримує наступні стандарти:
- BPEL4WS
- BPMN
- DTD
- ebXML
- IDEF
- РСКБД
- RTF
- Діаграми UML 2.0
- XML
- XML Schema